# مجمع اللغة العبرية
مجمع اللغة العبرية (بالعبرية: האקדמיה ללשון העברית) هو معهد عالٍ لعلوم اللغة العبرية في دولة إسرائيل بحسب قانون المعهد العالي للغة العبرية (1953). يستأنف المجمع أعمال لجنة اللغة العبرية، وهي تعمل على ضبط تطور اللغة العبرية، وأهداف المجمع هي:
1. العمل على تجميع وبحث مفردات اللغة العبرية بكل فتراتها ومستوياتها.
2. العمل على بحث مبنى اللغة العبرية، تاريخه وتحولاته.
3. ضبط إتجاهات تطور اللغة العبرية حسب شكلها، حاجتها وإمكانياتها في كل مجالات البحث والعمل، في مفردات اللغة، القواعد، الخط، الكتابة، النسخ.

نبعت الرغبة بافتتاح المجمع من نظيره في فرنسا والذي أقيم أيضًا من أجل حفظ اللغة الفرنسية والاهتمام بها.
تواجد مجمع اللغة العبرية في مبنى بيت معلوت السكني في مدينة القدس حتى عام 1959 في شقة مكونة من 3 غرف، ومنذ ذلك الحين انتقل إلى المبنى الجديد في منطقة الجامعة العبرية في مدينة القدس.

## وصلات خارجية
- موقع مجمع اللغة العبرية نسخة محفوظة 19 يوليو 2010 على موقع واي باك مشين.